# Великое (озеро, Ставропольский край)
Великое — солёное озеро в Ставропольском крае, у границы с Калмыкией. Относится к Донскому бассейну. Озеро расположено в центральной части Кумо-Манычской впадины к юго-востоку от озера Маныч-Гудило в 15 км к востоку от села Манычское (Киста) Ставропольского края.
В настоящее время озеро является составной частью Пролетарского водохранилища и неотделимо от других озёр Манычской котловины, затопленных в результате его сооружения. До затопления площадь поверхности озера составляла 4,25 км².
- Код водного объекта — 05010500711107000008701
- Код по гидрологической изученности — 207000870
- Номер тома по ГИ — 7
- Выпуск по ГИ — 0